# Jean Claude Roamba
Jean Claude Benewende Roamba (* 31. Dezember 1997) ist ein burkinischer Dreispringer.

## Sportliche Laufbahn
Erste internationale Erfahrungen sammelte Jean Claude Roamba bei der Sommer-Universiade 2019 in Neapel, bei der er mit 15,19 m in der Qualifikation ausschied. Anschließend nahm er erstmals an den Afrikaspielen in Rabat teil und belegte dort mit 15,75 m den achten Platz.
2018 wurde Roamba burkinischer Meister im Dreisprung.

## Persönliche Bestleistungen
- Dreisprung: 15,75 m (+1,9 m/s), 27. August 2019 in Rabat